# Toyota Yaris
Toyota Vitz/Yaris – компактный  автомобиль с кузовом хетчбэк, производимый японским концерном Toyota с 1999 года. Название Yaris является производным от Charis, Хариты — древнегреческие богини веселья и радости. На внутреннем рынке Японии этот же автомобиль называется Vitz [Виц]. Это имя модель унаследовала от популярного в начале 1990-х годов автомобиля Toyota Corsa, одна из комплектаций которого называлась VIT-Z, что оказалось созвучно немецкому Witz (шутка). Оба названия подчёркивают весёлый, игривый характер автомобиля.
На рынках северной Америки и Австралии автомобили с кузовами хетчбэк и седан первоначально продавались под названием Echo [Эхо], а позже стали называться Yaris и Yaris Sedan [Ярис Седан]. В Японии седаны первого поколения назывались Platz [Плац], затем их стали называть Belta [Бельта], что в переводе с итальянского означает красота. На базе автомобиля первого поколения выпускался также пассажирский фургон с высокой крышей, который в Японии назывался Fun Cargo [Фан Карго] (забавный грузовичок), а в Европе он продавался под названием Yaris Verso [Ярис Версо], производное от versatility, универсальный. Следующее поколение этих автомобилей получило в Японии название Ractis [Рактис] (runner with activity and space), «быстрый и просторный автомобиль», через некоторое время их стали поставлять в Европу под названием Verso-S [Версо-С] (small), «небольшой универсальный».

## История
В 1995 году на фирме Toyota инициировали проект по созданию нового компактного автомобиля для замены Starlet. Предполагалось, что модель будет распространяться не только в Японии, но и на высококонкурентном европейском рынке, где компактные автомобили занимают примерно треть продаж. Проектирование было поручено вновь созданному Европейскому центру разработок Тойота (EPOC, Europe Office of Creation) в Брюсселе, который получил карт-бланш на разработку автомобиля небольшого размера, но вместительного и комфортабельного.
На Франкфуртском автосалоне 1997 года были показаны, созданные в рамках проекта греческим дизайнером Сотирисом Ковосом (Sotiris Kovos), три концептуальных автомобиля: хетчбэк Funtime, купе Funcoupe и пассажирский фургон Funcargo. Они демонстрировали универсальность предлагаемой платформы и, после проверки на фокус-группах европейских покупателей и одобрения руководством Toyota, были рекомендованы для дальнейшей разработки совместно японской и европейской проектными командами.
Готовый Yaris был впервые показан на Парижском автосалоне в октябре 1998 года, в январе 1999 года продажи Vitz начались в Японии. Автомобиль имел оглушительный успех, разрушив предубеждения многих противников маленьких автомобилей. Он получил множество похвал от автомобильных журналистов и был признан автомобилем года в Японии и Европе.

## Первое поколение

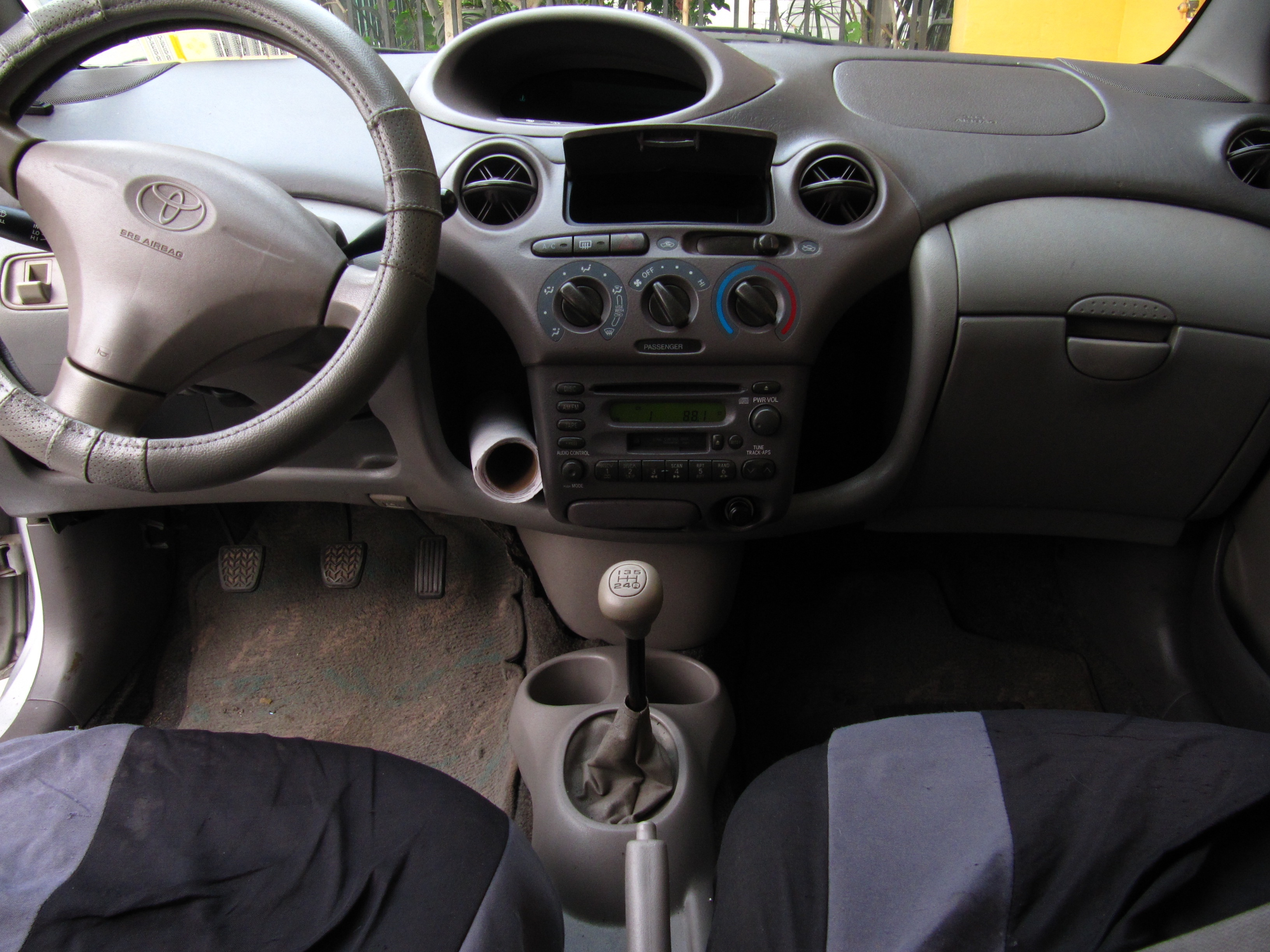
Передняя панель с расположенными по центру приборами

13 января 1999 года трёх и пятидверные переднеприводные хетчбэки Vitz (яп. ヴィッツ) поступили в продажу в Японии. Симпатичная машинка длиной всего 3,6 метра с мягкими обтекаемыми формами имела неплохую аэродинамику с коэффициентом сопротивления 0,3. Относительно большая колёсная база и высота автомобиля позволяли разместить в салоне четырёх взрослых ростом 190 см или пятерых среднего роста. Интересной особенностью модели были расположенные по центру передней панели приборы. Считалось, что размещение приборов дальше от водителя позволит уменьшить время перефокусировки взгляда при переносе его с дороги на указатели. Другим оригинальным новшеством было перемещаемое заднее сиденье. При необходимости его можно было сместить вперёд на 150 миллиметров, увеличив с 205 до 305 литров объём багажника. При сложенных задних сиденьях объём пространства для багажа возрастал до 950 литров.
Автомобиль комплектовался расположенным спереди поперечно рядным четырёхцилиндровым бензиновым мотором рабочим объёмом один литр. Двигатель имел распределённый впрыск топлива и фирменную систему изменения фаз газораспределения VVT-i. Этот мотор был признан лучшим двигателем 1999 года. Он агрегатировался либо с пятиступенчатой механической коробкой передач, либо с автоматической четырёхступенчатой гидромеханической трансмиссией с электронным управлением Super ECT (Electronically Controlled Transmission). Спереди у автомобиля была независимая подвеска типа Макферсон с L-образными нижними рычагами и стабилизатором поперечной устойчивости, сзади — полунезависимая с Н-образной скручивающейся балкой и раздельным размещением пружин и амортизаторов, реечное рулевое управление могло быть укомплектовано гидроусилителем, в тормозной системе применялись передние дисковые вентилируемые тормоза и задние барабанные, по заказу устанавливалась антиблокировочная система (ABS).
Весной начались поставки автомобилей Yaris в Европу. Модели с автоматической трансмиссией не предлагались, вместо этого можно было заказать автоматическое сцепление. В таком варианте автомобиль имел две педали, но передачи переключать приходилось вручную.

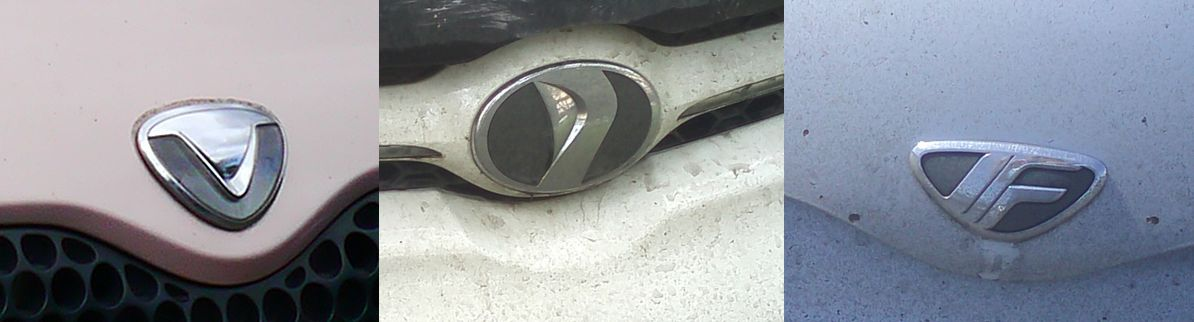
Эмблемы Vitz, Platz и Fun Cargo

В конце августа в Японии в продажу поступили автомобили Platz с кузовом седан и Fun Cargo с кузовом фургон. Vitz и новые модели получили 1,3-литровый двигатель мощностью 87 л.с., в сочетании с которым, только для японского рынка, были доступны полноприводные версии. В таком варианте рядом с коробкой передач располагалась раздаточная коробка, от которой карданный вал шёл назад, к заднему мосту. Включался полный привод автоматически с помощью вязкостной муфты при пробуксовке одного из передних колёс. Как это было принято для автомобилей Toyota тех лет, каждая модель несла на решётке радиатора эмблему в виде стилизованной первой буквы названия, или — буквы «N», если автомобиль продавался через торговую сеть Netz. Осенью 1,3-литровый мотор в сочетании с механической или автоматической трансмиссиями стали устанавливать и на европейские хетчбэки Yaris. Все автомобили (Vitz/Yaris, Platz и Fun Cargo) собирались на одном заводе  Takaoka Plant в Японском городе Тоёта.

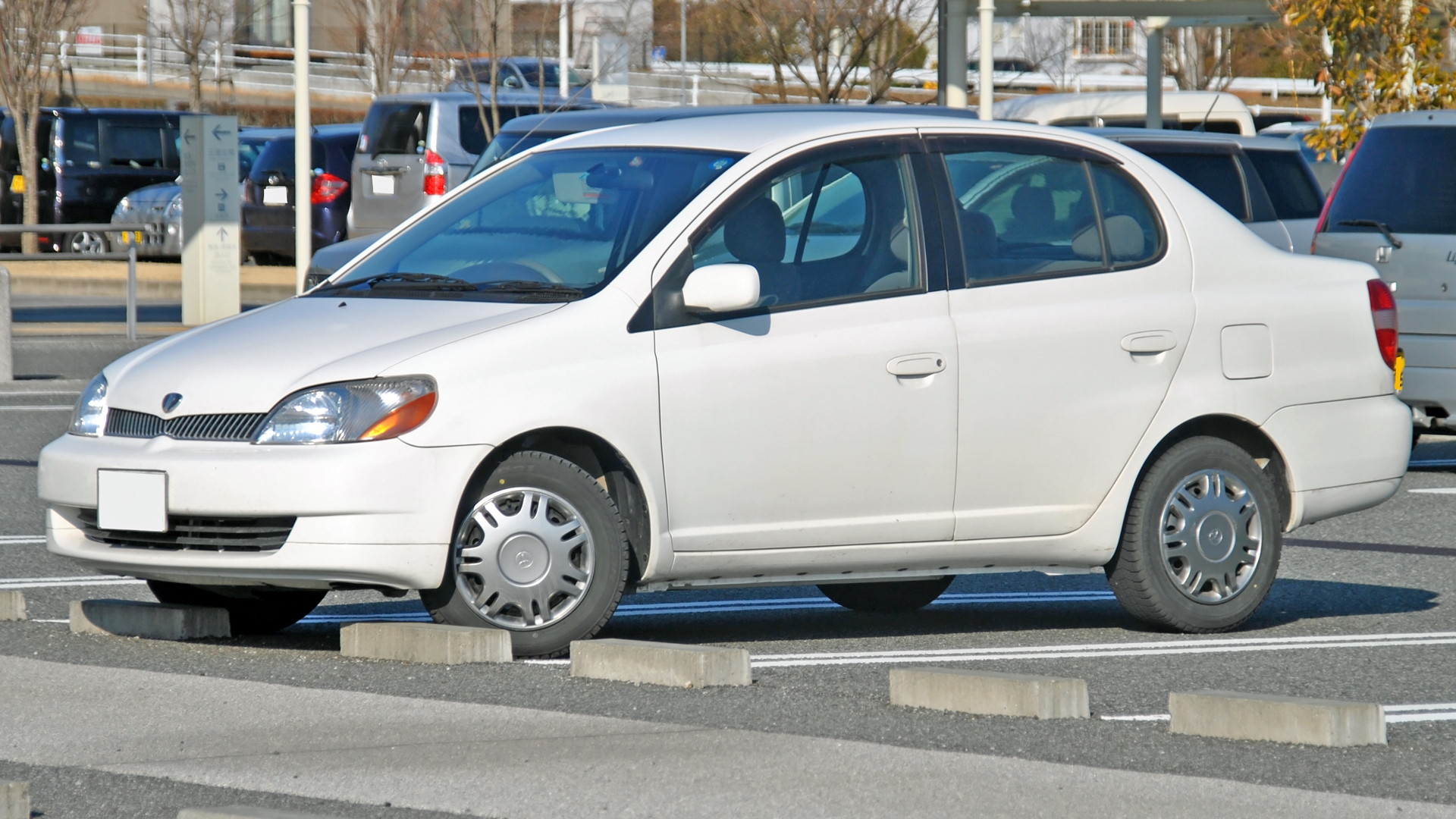
Седан Platz

Седан Platz (яп. プラッツ) имел такую же колёсную базу и колею, как хетчбэк, но был на полметра длиннее за счёт отдельного багажника объёмом 385 литров. Несмотря на общую внешнюю схожесть с Vitz, большая часть панелей кузова седана была новой, одинаковыми у обеих моделей были только передние двери. Помимо литрового, Platz оснащался двигателем рабочим объёмом 1,5 литра мощностью 109 л.с., полноприводная версия имела 1,3-литровый мотор.
Осенью четырёхдверный и двухдверный седаны под названием Echo были представлены на рынке США и Канады как автомобили 2000-го модельного года. В Северную Америку поставлялись только автомобили с самым мощным 1,5-литровыми двигателем в сочетании с механической или автоматической коробками передач. В это же время трёх- и пятидверные хетчбэки и четырёхдверный седан под тем же именем Echo начали продавать в Австралии. Эти автомобили комплектовались как 1,3-литровыми, так и 1,5-литровыми моторами, также в сочетании либо с механической, либо с автоматической коробками.

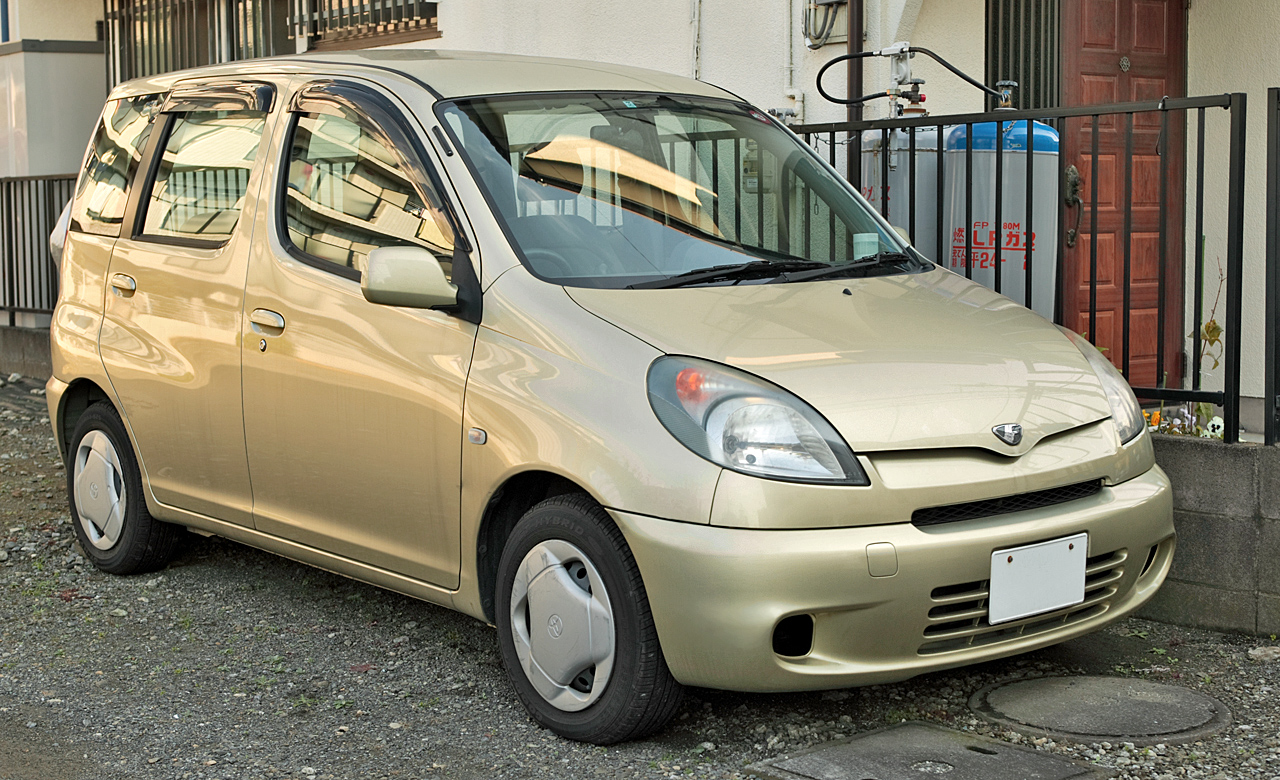
Фургон Fun Cargo

Пассажирский фургон (компактвэн) Fun Cargo (яп. ファンカーゴ) имел похожую на Vitz переднюю часть кузова, но дальше шла высоко поднятая крыша, определявшая оригинальный облик автомобиля. Колёсная база, длина и высотка фургона были больше, чем у базового хетчбэка. Внутри салона располагались два ряда сидений, причём задние складывались, полностью уходя под пол, создавая большую ровную площадку, на которой легко размещались два велосипеда. Доступный для груза объём в таком положении составлял 2,16 м³ (под потолок), объём багажника за задними сиденьями был равен 390 литрам (под полку). Среднюю часть состоящего из трёх частей заднего сиденья можно было сложить или убрать полностью, что позволяло перевозить в салоне четырёх пассажиров и длинные предметы багажа. Автомобиль комплектовался 1,3-литровым и 1,5-литровым моторами и только автоматическими коробками передач, причём рычаг управления располагался на рулевой колонке. На все модели стандартно устанавливалось рулевое управление с усилителем.
Весной на Женевском автосалоне 2000 года под названием Yaris Verso фургон был представлен в Европе. Поначалу он комплектовался только 1,3-литровым мотором в сочетании с механической или автоматической коробками передач. Здесь же был показан оригинальный концепт Yaris Cabrio с кузовом кабриолет, серийно этот автомобиль не выпускался.
В Японии в начале 2000 года начались продажи люксовой версии Vitz Clavia. Автомобиль имел немного другой внешний вид (новые решётка радиатора и бамперы) и был укомплектован всеми возможными опциями. В конце лета появилась спортивная модель Vitz RS с усиленным кузовом с оригинальным обвесом (передний и задний спойлеры, накладки на пороги), 1,5-литровым двигателем и механической коробкой со сближенными передаточными отношениями, заниженной подвеской и задними дисковыми тормозами. Салон был оформлен вставками под алюминий, дополнен оригинальной комбинацией приборов, спортивными сиденьями и рулём. Весной 2001 года такой же автомобиль под названием Yaris T Sport был представлен в Европе и как Echo Sportivo — в Австралии.
31 января 2001 года первый Yaris сошёл с конвейера специально для него построенного завода Toyota Motor Manufacturing France (TMMF) в городе Валансьен на севере Франции. На заводе, впервые за пределами Японии, применялась технология универсальных кондукторов для сварки кузовов GBL (Global Body Line), позволявшая легко менять как объёмы выпуска автомобилей, так и их номенклатуру.
С весны 2002 года только на европейские Yaris и Yaris Verso начали устанавливать новый четырёхцилиндровый турбодизель рабочим объёмом 1,4 литра и мощностью 75 л.с. Полностью алюминиевый (блок и головка цилиндров) двигатель имел промежуточное охлаждение воздуха наддува и систему аккумуляторного впрыска топлива фирмы Bosch последнего поколения. При разработке двигателя особое внимание было уделено повышению его надёжности и долговечности.

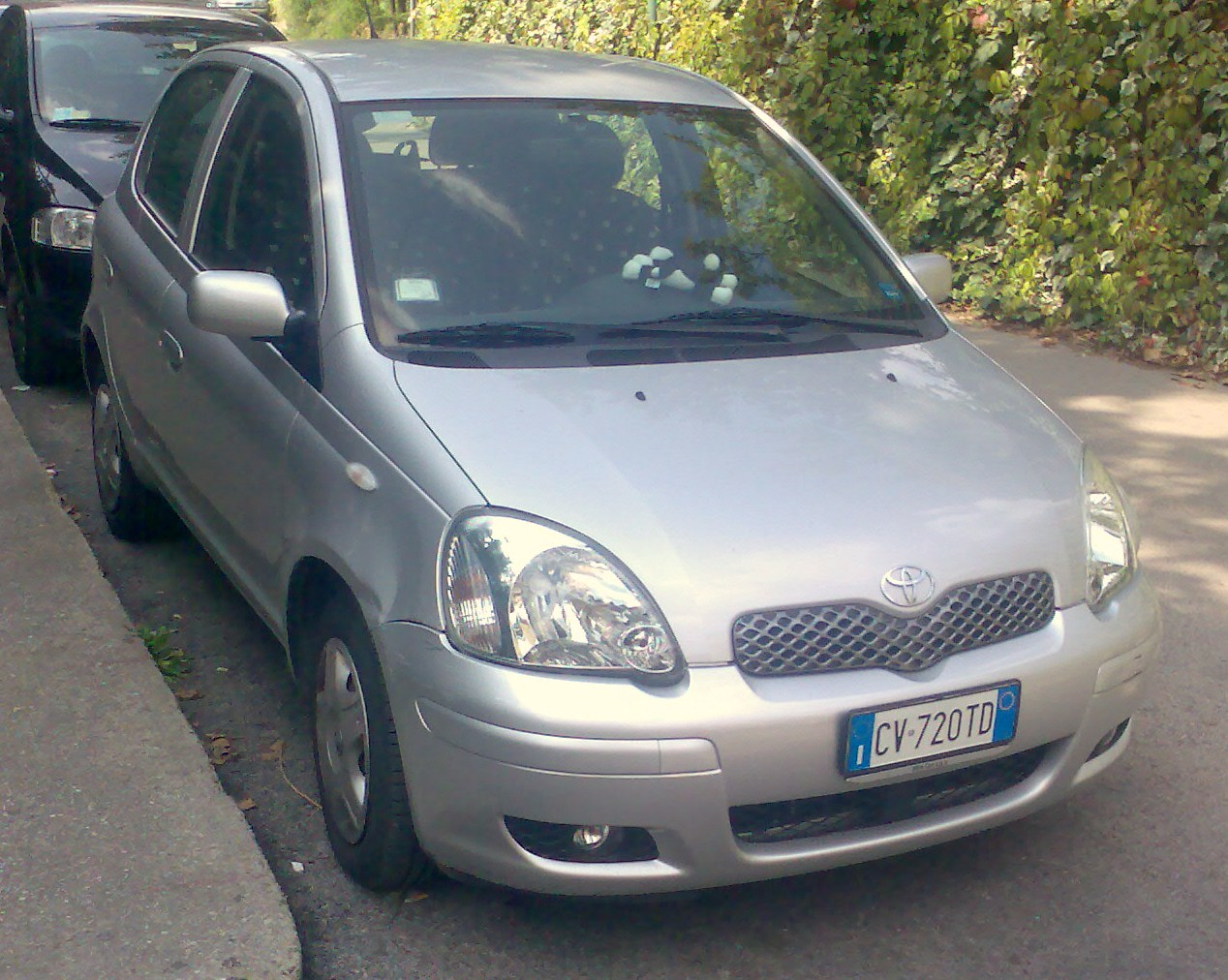
Yaris после модернизации с «плачущими» фарами

В конце 2001 года на японском рынке был представлен модернизированный Vitz. Автомобиль получил новые передний и задний бампера, оригинальные «плачущие» фары, третий стоп-сигнал сзади. Появились новые варианты оснащения салона, разделённые в пропорции 6:4 спинки задних сидений стали стандартным оборудованием. Для повышения пассивной безопасности кузов был усилен в районе передних стоек, порогов и передней части пола. В подвеске установили пружины иной жёсткости и по-другому откалиброванные амортизаторы. Летом 2002 года были обновлены седан и фургон. Причём, если Fun Cargo, как и прежде, получил передок в стиле Vitz, то изменённый Platz внешне стал совершенно другим автомобилем. Новая решётка радиатора и передний бампер, новые фары, полностью изменённая задняя часть автомобиля прибавили ему солидности. В салоне установили обновлённую переднюю панель с иным блоком управления отопителем, новое рулевое колесо и рычаг переключения передач.
Осенью 2002 года новые седаны Echo появились в Австралии и Северной Америке как автомобили 2003 модельного года.
В декабре 2002 года Vitz получил новую серию обновлений, но теперь, по большей части, внутри. Появился новый, созданный на базе литрового, 1,3-литровый двигатель (теперь Vitz имел четыре бензиновых мотора), вместе с ним стали устанавливать клиноремённый вариатор. Вариатор имел мощный гидронасос с электронным управлением, что позволяло очень быстро менять передаточное отношение. В сочетании с опционной системой «старт-стоп», которая отключала двигатель при остановке автомобиля, Vitz становился одной из самых экономичных моделей в классе. В декабре 2003 года вариатор заменили на новый, лёгкий и компактный с теми же характеристиками. Снаружи автомобиль стал отличаться новыми задними фонарями со светодиодными стоп-сигналами и перенесённой в заднюю часть крыши антенной. В салоне были установлены изменённые передние сиденья и полностью новые задние. Другие модели семейства, Platz и Fun Cargo, всех этих обновлений не получили.
Только весной 2003 года Yaris для Европы и хетчбэк Echo для Австралии получили эти новинки, причём все сразу: и внешние и технические изменения. Новый 1,3-литровый двигатель стали устанавливать на Yaris вместо старого, вариатор не предлагался, вместо него на автомобиль с литровым мотором можно было заказать роботизированную коробку передач. Это была стандартная механическая коробка, но переключение передач в ней осуществлялось с помощью электромеханических приводов. Водитель мог выбрать либо режим автоматического, либо ручного переключения, в обоих случаях сцепление включалось и выключалось автоматически. Фургон Yaris Verso с изменённым внешним видом поступил в продажу в Европе чуть раньше, в начале года.
| Заводские коды | Заводские коды       | Заводские коды       | Заводские коды       | Заводские коды       | Заводские коды      | Заводские коды      |
| Тип привода    | Передний привод (FF) | Передний привод (FF) | Передний привод (FF) | Передний привод (FF) | Полный привод (4WD) | Полный привод (4WD) |
| Двигатели      | 1SZ-FE (1.0)         | 2NZ-FE (1.3)         | 2SZ-FE (1.3)         | 1NZ-FE (1.5)         | 2NZ-FE (1.3)        | 1NZ-FE (1.5)        |
| -------------- | -------------------- | -------------------- | -------------------- | -------------------- | ------------------- | ------------------- |
| Vitz           | SCP10                | NCP10                | SCP13                | NCP13                | NCP15               | -                   |
| Platz          | SCP11                | -                    | -                    | NCP12                | NCP16               | -                   |
| Fun Cargo      | -                    | NCP20                | -                    | NCP21                | -                   | NCP25               |

### Безопасность
| Euro NCAP                                                    | Euro NCAP | Euro NCAP | Euro NCAP |
| ------------------------------------------------------------ | --------- | --------- | --------- |
| Рейтинги                                                     | Пассажир  |           | 29        |
| Рейтинги                                                     | Пешеход   |           | 13        |
| Протестированная модель: Toyota Yaris 1.0 Terra 3-дв. (2000) |           |           |           |

| ANCAP                                                               |                    |      |
| · 23,64 · общий рейтинг                                             |                    |      |
| Рейтинги                                                            | Фронтальный удар   | 7,64 |
| Рейтинги                                                            | Боковой удар       | 16   |
| Рейтинги                                                            | Ремни безопасности | 0    |
| Протестированная модель: Toyota Echo, 1 подушка безопасности (2000) |                    |      |

| ANCAP                                                               |                    |       |
| · 28,53 · общий рейтинг                                             |                    |       |
| Рейтинги                                                            | Фронтальный удар   | 12,53 |
| Рейтинги                                                            | Боковой удар       | 16    |
| Рейтинги                                                            | Ремни безопасности | 0     |
| Протестированная модель: Toyota Echo, 2 подушки безопасности (2000) |                    |       |

## Второе поколение

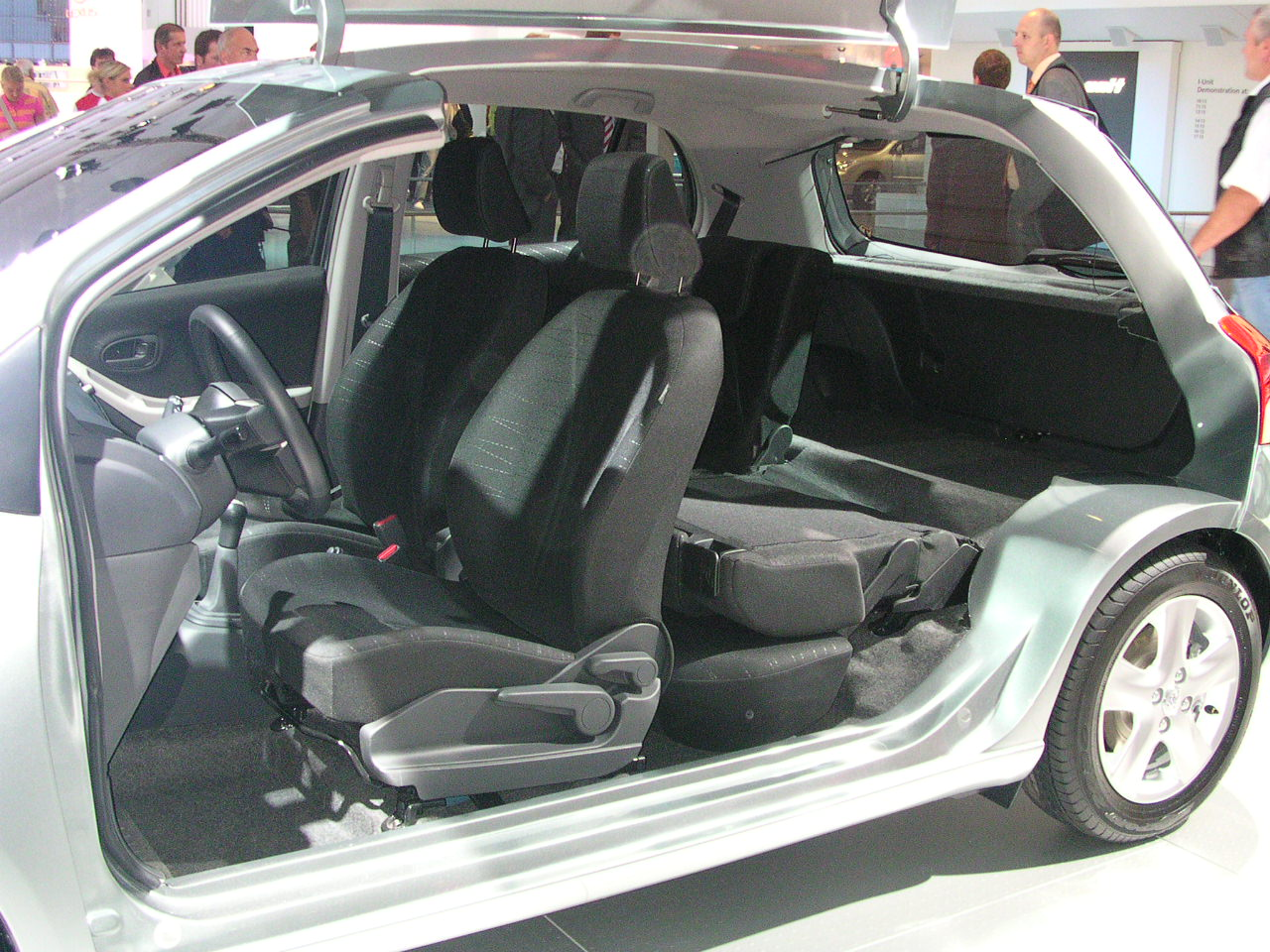
Задние сиденья, складываемые одним движением

Первые хетчбэки Vitz второго поколения появились в продаже в Японии 1 февраля 2005 года. Внешний вид автомобиля был создан в Европейской студии Toyota ED² (Europe Design Development ) в Ницце. Он стал больше во всех измерениях: выше, шире и длиннее. Применение высокопрочных сталей позволило сделать кузов намного жёстче, все подверженные ржавлению панели были изготовлены из оцинкованной стали. За счёт смещения салона вперёд внутри стало свободнее, этому также способствовали передние сиденья с тонкими спинками и абсолютно ровный (только у переднеприводной версии) пол. Каждая из половинок (1/3 или 2/3) заднего сиденья могла перемещаться вперёд-назад отдельно, кроме того, спинка каждой части регулировалась по углу наклона. Всё это позволяло менять объём багажника в широком диапазоне от 272 до 363 литров. Складывались части заднего сиденья одним движением: надо было просто потянуть за рычаг сверху спинки, при этом сиденье сдвигалось вперёд, подушка уходила вниз, а сверху укладывалась спинка. Объём багажника при сложенных задних сиденьях составлял 737 литров (по верху спинок передних сидений).
Новый трёхцилиндровый литровый бензиновый двигатель развивал мощность 71 л.с., имел по четыре клапана на цилиндр и оснащался системой изменения фаз газораспределения VVT-i. За счёт применения алюминиевого сплава для изготовления головки и блока цилиндров, а также использования большого количества пластмассовых деталей (объединённый с крышкой двигателя впускной коллектор, корпус воздушного фильтра, топливные трубопроводы и т.п.) мотор был одним из самых лёгких в классе. Остальные: 1,3-литровые и 1,5-литровый двигатели остались прежними, но были модернизированы, получив электронную педаль газа, новые форсунки, изменённый впускной коллектор и новую выхлопную систему. На японские автомобили все двигатели устанавливались совместно с клиноремённым вариатором, который, для более плавного трогания, получил гидротрансформатор. Только модели со «старым» (2NZ-FE) 1,3-литровым мотором оснащались автоматической гидромеханической трансмиссией и полным приводом, а спортивная версия Vitz RS с 1,5-литровым двигателем имела механическую пятиступенчатую коробку передач и немного другой внешний вид c 110 Л.С.
Полностью новая передняя подвеска со стойками Макферсон имела улучшенную геометрию, более мощные амортизаторы, по-иному установленные пружины. В новой полунезависимой задней подвеске использовалась поперечина в виде перевёрнутой буквы U специально подобранной формы, что позволило отказаться от отдельного стабилизатора поперечной устойчивости. Рулевое управление с электроусилителем было стандартным для всех моделей, складывающаяся при ударе рулевая колонка регулировалась по вылету и углу наклона. Тормозная система стандартно оборудовалась антиблокировочной системой (ABS), системой электронного распределения тормозных сил (EBD) и системой помощи при экстренном торможении (BAS).
Осенью трёх- и пятидверные хетчбэки под названием Yaris начали продаваться в Австралии. Автомобили оснащались 1,3- (2NZ-FE) и 1,5-литровыми моторами, оба двигателя могли агрегатироваться либо с механической пятиступенчатой коробкой передач, либо с автоматической гидромеханической трансмиссией. В декабре в Японии появилась люксовая версия, названная Vitz I'll, со слегка изменённой внешностью. Все автомобили с кузовами хетчбэк собирались на заводах Takaoka в Тоёта и Nagakusa в Обу .
В октябре началось переоборудование французского завода под выпуск модели второго поколения, а первого января 2006 года новый Yaris поступил в продажу в Европе. Автомобиль оснащался новым литровым мотором, 1,3-литровым (2SZ-FE) двигателем или турбодизелем рабочим объёмом 1,4 литра. На дизеле было увеличено давление впрыска топлива и установлен турбокомпрессор с изменяемой геометрией. Все модели оснащались пятиступенчатой механической коробкой передач, а на автомобили с 1,3-литровым мотором и дизелем можно было заказать роботизированную механическую трансмиссию.

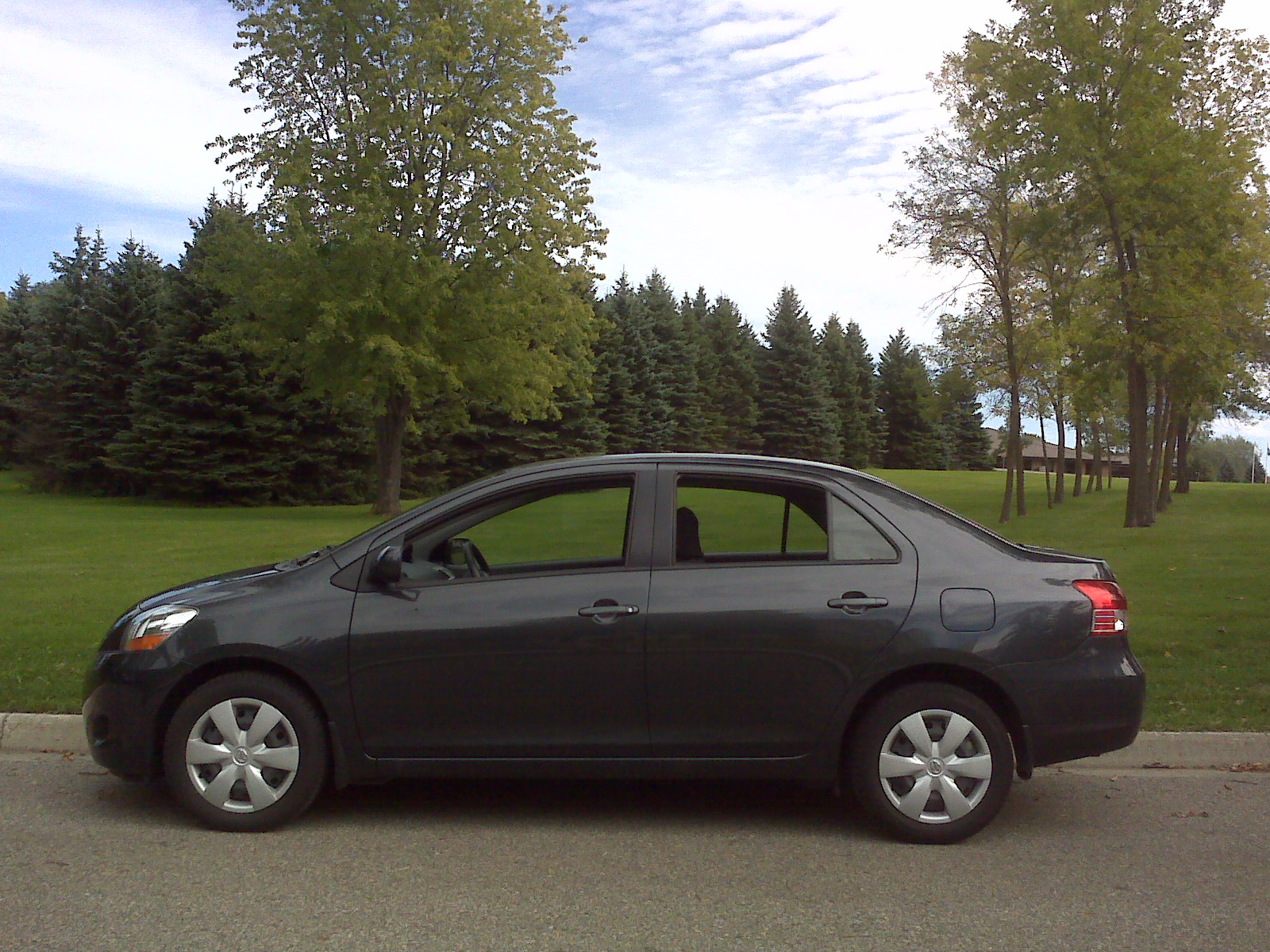
Седан Belta

1 сентября 2005 года самый маленький среди моделей Toyota седан Belta (яп. ベルタ) поступил в продажу в Японии. Отдельный багажник объёмом 475 литров сделал модель длиннее, а немного увеличенная по сравнению с хетчбэком колёсная база добавила пространства в салоне. Полностью оригинальный кузов, разработанный в японской дизайн-студии фирмы, сохранил стилистическое единство с хетчбэком: приподнятую подоконную линию и округлый передок. В салоне была установлена немного другая передняя панель, изменены обивки дверей, появились новые задние сиденья. Спинки задних сидений могли складываться, увеличивая пространство багажника. На японском рынке автомобиль оснащался литровым и 1,3-литровым (2SZ-FE) моторами в сочетании с вариатором и 1,3-литровым мотором (2NZ-FE) в сочетании с гидромеханической трансмиссией в полноприводном варианте.
Весной 2006 года этот автомобиль под названием Yaris Sedan был представлен на рынке Австралии. Здесь седан оснащался только 1,5-литровым мотором либо с ручной механической, либо с автоматической трансмиссиями. Все седаны собирались на заводе Iwate в местечке Канегасаки. Осенью трёхдверный хетчбэк под названием Yaris и седан под названием Yaris Sedan поступили в продажу на рынки северной Америки как автомобили 2007 модельного года. Обе модели оснащались только 1,5-литровым двигателем с сочетании либо с механической, либо с автоматической коробками передач.

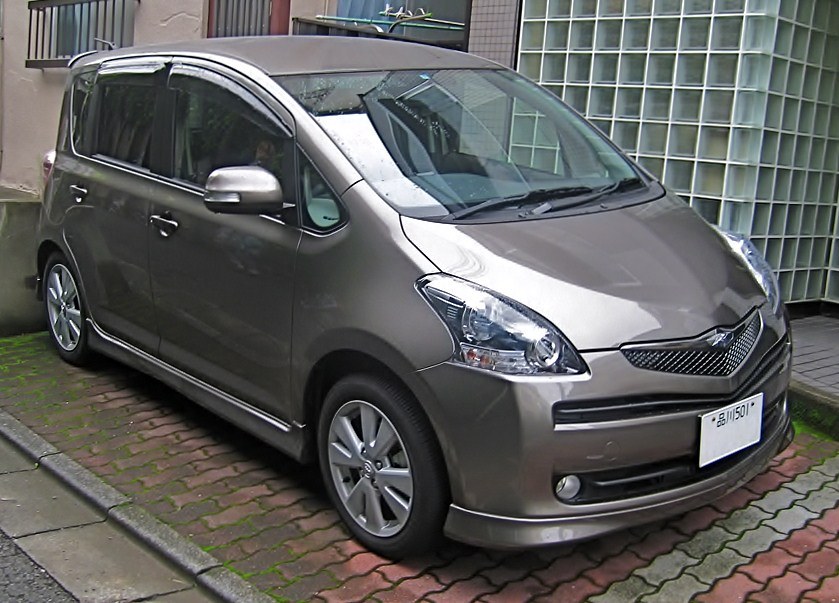
Фургон Ractis

3 октября 2005 года в Японии поступил в продажу фургон Ractis (яп. ラクティス). Острые грани кузова, треугольные капот и облицовка радиатора выделяли автомобиль среди других представителей семейства. Внутри также многое было по-другому: панель приборов, например, располагалась перед водителем, а не по центру, как у хетчбэка и седана. В пятиместном салоне задние сиденья могли быть полностью сложены, при этом получался багажник с абсолютно ровным полом длиной более 1,5 метров и объёмом 987 литров (под крышу). Заказная прозрачная панорамная крыша ещё больше визуально увеличивала пространство. Автомобиль комплектовался 1,3-литровым (2SZ-FE) и 1,5-литровым двигателями в сочетании с вариатором, причём для 1,5-литрового мотора можно было заказать вариатор с имитацией ручного переключения семи передач. Полноприводной вариант автомобиля оборудовался 1,5-литровым двигателем и автоматической гидромеханической трансмиссией. Первоначально фургоны собирались на том же заводе Takaoka, что и хетчбэки, а с 2010 года их производство было перенесено на завод Iwate, туда, где собирались седаны.
В январе 2006 года сборка хетчбэков Yaris началась на заводе Toyota Motor Thailand (TMT) в местечке Plaeng Yao в Таиланде, а в ноябре — на заводе фирмы Kuozui Motors в индустриальном районе Guanyin на Тайване.
Весной 2007 года только в Европе на рынок была выведена спортивная версия Yaris SR с оригинальным 1,8-литровым двигателем мощностью 133 л.с. В полностью новом лёгком и компактном моторе применялась система изменения фаз газораспределения как на впуске, так и на выпуске (Dual VVT-i). С двигателем состыковывалась специальная усиленная пятиступенчатая механическая коробка передач со сближенными передаточными отношениями. В заниженной на 8 миллиметров подвеске использовались другие пружины и по-иному настроенные амортизаторы, рулевое управление имело меньшее передаточное число, обеспечивающее всего 2,3 оборота руля от упора до упора, сзади появились дисковые тормоза. Стандартно устанавливались 16-дюймовые колёса, но можно было заказать и 17-дюймовые. Внешне автомобиль отличался новым передним бампером со встроенными противотуманными фарами, новой сотовой решёткой радиатора, накладками на пороги, новым задним бампером с нижним спойлером и противотуманными фонарями. В салоне были установлены спортивные сиденья, передняя панель с хромированной отделкой имела иную панель приборов, рулевое колесо и рычаг переключения передач были отделаны кожей. С таким же внешним и внутренним оформлением и шильдиком RS можно было заказать автомобили и со стандартным 1,5-литровым мотором или дизелем.

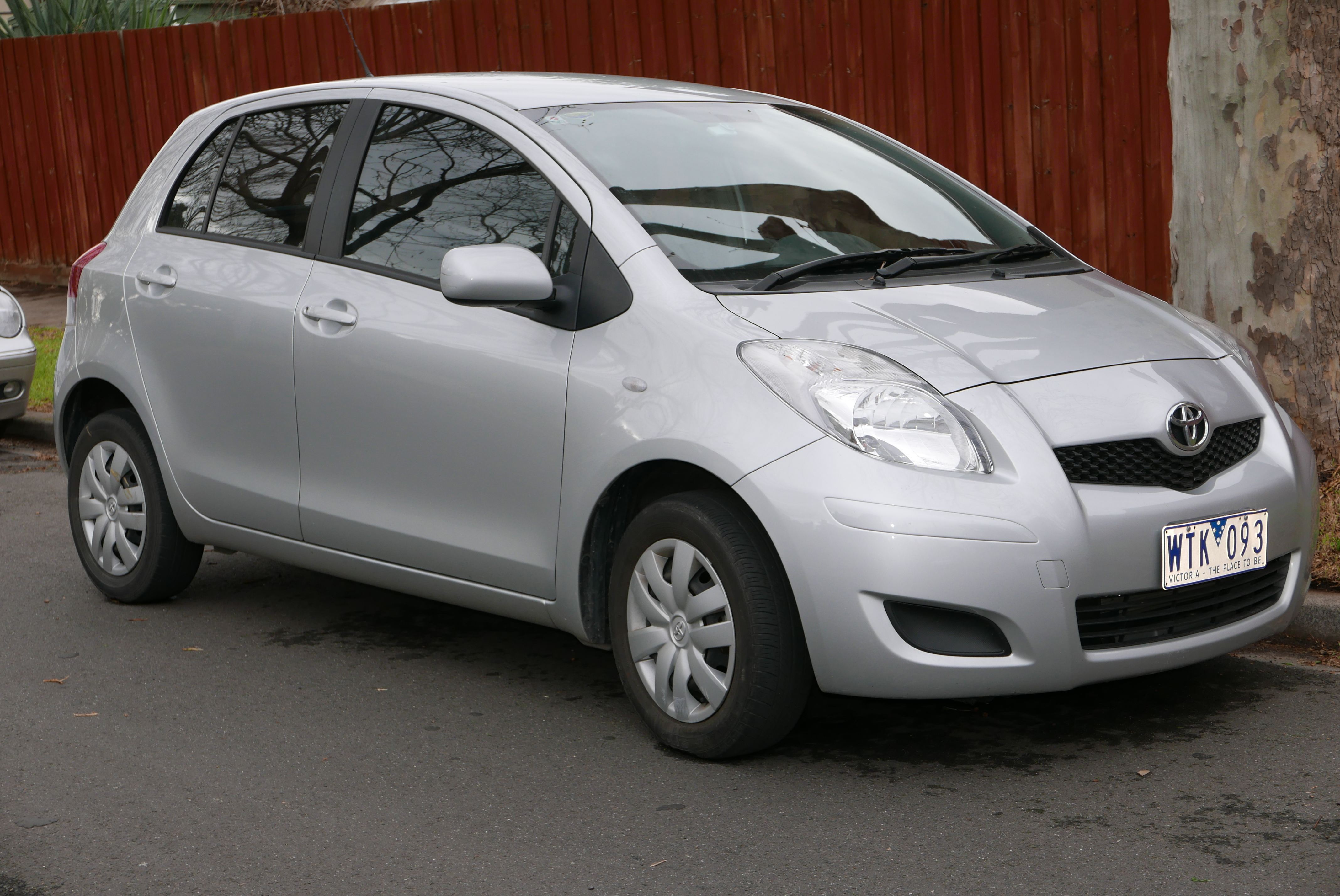
Yaris после модернизации с утопленной решёткой радиатора

В конце лета 2007 года немного изменённые хетчбэки Vitz появились в Японии. Автомобиль получил новые фары с увеличенной площадью рефлектора, новые передний и задний бамперы, утопленную решётку радиатора и новые задние фонари. В салоне появилась передняя панель с новой отделкой, немного по-другому оформленное рулевое колесо и рычаг переключения передач. Появилась возможность заказа вариатора с имитацией ручного переключения передач как с помощью перемещения напольного рычага вперёд-назад, так и с помощью подрулевых лепестков-переключателей. Через год небольшие изменения были внесены во внешний вид и отделку салона седана Belta, при этом габариты модели не изменились. 
Осенью 2008 года модернизированные хетчбэки и седаны начали продавать в Австралии и северной Америке как автомобили 2009 модельного года.
И только вначале 2009 года изменения добралась до Европы, где Yaris получил несколько технических новинок. Это — новый лёгкий и экономичный двигатель рабочим объёмом 1,33 литра и мощностью 100 л.с. с системой изменения фаз газораспределения как на впуске, так и на выпуске (Dual VVT-i) стандартно оборудованный старт-стоп системой и шестиступенчатая коробка передач. Такая коробка устанавливалась на автомобили с новым мотором или дизелем, который также был немного модернизирован. Шестиступенчатая коробка могла быть как с обычным механическим, так и с роботизированным автоматическим приводом. В последнем варианте, помимо автоматического, переключать передачи можно было и в ручной режиме с помощью подрулевых лепестков.
| Заводские коды | Заводские коды        | Заводские коды        | Заводские коды        | Заводские коды      | Заводские коды      | Заводские коды |
| Тип привода    | Передний привод (2WD) | Передний привод (2WD) | Передний привод (2WD) | Полный привод (4WD) | Полный привод (4WD) |                |
| Двигатели      | 1KR-FE (1.0)          | 2SZ-FE (1.3)          | 1NZ-FE (1.5)          | 2NZ-FE (1.3)        | 1NZ-FE (1.5)        |                |
| -------------- | --------------------- | --------------------- | --------------------- | ------------------- | ------------------- | -------------- |
| Vitz           | KSP90                 | SCP90                 | NCP91                 | NCP95               | -                   |                |
| Belta          | KSP92                 | SCP92                 | -                     | NCP96               | -                   |                |
| Ractis         | -                     | SCP100                | NCP100                | -                   | NCP105              |                |

### Безопасность
| Euro NCAP                                                            | Euro NCAP | Euro NCAP | Euro NCAP |
| -------------------------------------------------------------------- | --------- | --------- | --------- |
| Рейтинги                                                             | Пассажир  |           | 35        |
| Рейтинги                                                             | Ребёнок   |           | 34        |
| Рейтинги                                                             | Пешеход   |           | 18        |
| Протестированная модель: Toyota Yaris 1.3 'Active', LHD 5-дв. (2005) |           |           |           |

| JNCAP                                         |                   |  |       |
| Рейтинги                                      | Водитель          |  | 33,66 |
| Рейтинги                                      | Передний пассажир |  | 21,91 |
| Протестированная модель: Toyota Vitz F (2005) |                   |  |       |

| JNCAP                                          |                   |  |       |
| Рейтинги                                       | Водитель          |  | 32,82 |
| Рейтинги                                       | Передний пассажир |  | 22,62 |
| Протестированная модель: Toyota Belta X (2005) |                   |  |       |

| JNCAP                                           |                   |  |       |
| Рейтинги                                        | Водитель          |  | 32,55 |
| Рейтинги                                        | Передний пассажир |  | 22,03 |
| Протестированная модель: Toyota Ractis G (2005) |                   |  |       |

| ANCAP                                        |                    |       |
| · 29,46 · общий рейтинг                      |                    |       |
| Рейтинги                                     | Фронтальный удар   | 13,38 |
| Рейтинги                                     | Боковой удар       | 14,08 |
| Рейтинги                                     | Ремни безопасности | 2     |
| Протестированная модель: Toyota Yaris (2005) |                    |       |

| ANCAP                                                             |                    |       |
| · 34,95 · общий рейтинг                                           |                    |       |
| Рейтинги                                                          | Фронтальный удар   | 15,20 |
| Рейтинги                                                          | Боковой удар       | 15,75 |
| Рейтинги                                                          | Столб              | 2     |
| Рейтинги                                                          | Ремни безопасности | 2     |
| Протестированная модель: Toyota Yaris с доп. пакетом опций (2005) |                    |       |

## Третье поколение
22 декабря 2010 года хетчбэки Vitz третьего поколения были представлены в Японии .
Хетчбэк третьего поколения хотя и схож с предшественником принципиально, создан на собственной платформе. Версия Vitz F может оснащаться 1- или 1,3-литровыми двигателями и вариаторами, быть передне- или полноприводной. Toyota Vitz U в передне- и полноприводном исполнения оснащается 1,3-литровым двигателем, а в переднеприводном только 1,5-литровым мотором. Версия Vitz RS оснащается только 1,5-литровым двигателем. Вариатор у этой версии имеет режим ручного переключения. Доступна и альтернатива — 5-ступенчатая механическая коробка передач.
Одной из особенностей автомобиля является электронный экран, заменяющий традиционную панель приборов. На нём отображаются показания спидометра, тахометра, одометра и других приборов. Автомобиль оборудован 4 подушками безопасности в базовой комплектации, 7 — в максимальной, системами ABS, EBD и Brake Assist.
| Euro NCAP                                    | Euro NCAP | Euro NCAP | Euro NCAP             |
| -------------------------------------------- | --------- | --------- | --------------------- |
| · общий рейтинг                              |           |           |                       |
| 89%                                          | 81%       | 60%       | 86%                   |
| взрослый пассажир                            | ребёнок   | пешеход   | активная безопасность |
| Протестированная модель: Toyota Yaris (2011) |           |           |                       |

В 2017 году в модельном ряду появился хетчбэк Toyota Yaris GRMN, оснащённый бензиновым двигателем 1.8 с приводным нагнетателем, развивающим 210 л.с.

## Производство и продажи
| Производство | Производство | Производство      | Производство | Производство       | Производство           | Производство    |          |
| Год          | в Европе     | в Японии          | в Японии     | в Японии           | в Японии               | в Японии        | в Японии |
| Год          | Yaris, Vitz  | Vitz, Yaris, Echo | Platz, Echo  | Belta, Yaris Sedan | Fun Cargo, Yaris Verso | Ractis, Verso S |          |
| ------------ | ------------ | ----------------- | ------------ | ------------------ | ---------------------- | --------------- | -------- |
| 1999         | -            | 350 139           |              | -                  |                        | -               |          |
| 2000         | -            | 386 509           |              | -                  |                        | -               |          |
| 2001         |              | 311 147           |              | -                  |                        | -               |          |
| 2002         |              | 188 042           |              | -                  |                        | -               |          |
| 2003         |              | 143 439           |              | -                  |                        | -               |          |
| 2004         | 203 881      | 133 375           | 68 057       | -                  | 48 710                 | -               |          |
| 2005         | 180 548      | 241 152           | 61 425       | 11 439             | 25 908                 | 38 915          |          |
| 2006         | 250 тыс.     | 273 890           | -            | 202 835            | -                      | 71 671          |          |
| 2007         | 262 тыс.     | 263 614           | -            | 231 384            | -                      | 51 278          |          |
| 2008         | 240 тыс.     | 270 952           | -            | 234 002            | -                      | 51 407          |          |
| 2009         | 208 тыс.     | 188 331           | -            | 112 368            | -                      | 46 800          |          |
| 2010         | 158 506      | 183 427           | -            | 97 239             | -                      | 53 181          |          |
| 2011         | 150 тыс.     | 155 550           | -            | 89 156             | -                      | 111 881         |          |
| 2012         | 201 тыс.     | 165 455           | -            | 75 861             | -                      | 46 141          |          |

| Продажи в Японии | Продажи в Японии | Продажи в Японии | Продажи в Японии | Продажи в Японии | Продажи в Японии |
| Год              | Vitz             | Platz            | Belta            | Fun Cargo        | Ractis           |
| ---------------- | ---------------- | ---------------- | ---------------- | ---------------- | ---------------- |
| 1999             | 156 650          |                  | -                |                  | -                |
| 2000             | 160 731          |                  | -                |                  | -                |
| 2001             | 142 513          |                  | -                |                  | -                |
| 2002             | 100 801          |                  | -                |                  | -                |
| 2003             | 71 117           |                  | -                |                  | -                |
| 2004             | 60 788           | 13 353           | -                | 25 890           | -                |
| 2005             | 131 937          | 8432             | 5485             | 9950             | 30 251           |
| 2006             | 117 635          | 51               | 34 450           | 51               | 74 982           |
| 2007             | 121 378          | -                | 22 762           | -                | 52 891           |
| 2008             | 123 332          | -                | 20 728           | -                | 51 700           |
| 2009             | 117 655          | -                | 19 873           | -                | 45 172           |
| 2010             | 122 255          | -                | 17 222           | -                | 46 542           |
| 2011             | 128 729          | -                | 8478             | -                | 59 212           |
| 2012             | 105 714          | -                | 4651             | -                | 43 058           |

| Продажи в мире                                                                                  | Продажи в мире | Продажи в мире | Продажи в мире | Продажи в мире | Продажи в мире | Продажи в мире | Продажи в мире | Продажи в мире | Продажи в мире |
| Год                                                                                             | Европа         | Европа         | Германия       | Великобритания | Россия         | США            | Канада         | Австралия      |                |
| Год                                                                                             | Yaris          | Verso, Verso-S | Германия       | Великобритания | Россия         | США            | Канада         | Австралия      |                |
| ----------------------------------------------------------------------------------------------- | -------------- | -------------- | -------------- | -------------- | -------------- | -------------- | -------------- | -------------- | -------------- |
| 1999                                                                                            | 124 755        | 3524           |                | 17 119+167¹    |                |                |                |                |                |
| 2000                                                                                            | 187 716        | 33 730         |                | 24 369+2371    |                |                |                |                |                |
| 2001                                                                                            | 197 041        | 26 333         |                | 29 726+2162    |                |                |                |                |                |
| 2002                                                                                            | 214 892        | 22 997         | 25 тыс.        | 31 313+1683    |                |                |                |                |                |
| 2003                                                                                            | 220 007        | 22 066         | 25 тыс.²       | 35 153+1478    |                |                |                |                |                |
| 2004                                                                                            | 227 154        | 19 992         |                | 35 225+1323    |                |                |                |                |                |
| 2005                                                                                            | 210 877        | -              | 23 371         | 33 981+1280    |                |                |                | 18 832³        |                |
| 2006                                                                                            | 244 653        | -              | 31 893         | 29 716+79      | 2714           | 70 308         |                | 27 990+305³    |                |
| 2007                                                                                            | 259 651        | -              |                | 31 028         | 4775           | 84 799         |                | 29 663         |                |
| 2008                                                                                            | 228 842        | -              |                | 30 683         | 5693           | 102 328        |                | 26 097         |                |
| 2009                                                                                            | 212 923        | -              | 42 638         | 30 046         | 2110           | 63 743         | 12 135+11 6384 | 19 447         |                |
| 2010                                                                                            | 165 174        | -              |                | 21 965         | 135            | 40 076         | 6 578+7239     | 21 452         |                |
| 2011                                                                                            | 141 340        | 20 666         |                | 17 861         | -              | 32 704         | 3 183+4785     | 16 214         |                |
| 2012                                                                                            | 176 719        | 18 202         |                | 27 168+28065   | -              | 30 590         | 2 515+8440     | 18 808         |                |
| 2013                                                                                            | 162 943        | 8418           |                | 25 453+5700    | -              | 21 342         | 1+7632         |                |                |
| 2014                                                                                            | 168 495        | 6158           |                | 22 777+8383    | -              | 13 274         | 8530           | 12 779         |                |
| 2015                                                                                            | 182 482        | 4991           |                | 19 180+8458    | -              | 16 779         | 8196           | 14 457         |                |
| ¹ Yaris+Yaris Verso, ² включая Yaris Verso, ³ Yaris+Echo, 4 седан+хетчбэк, 5 Yaris+Yaris Hybrid |                |                |                |                |                |                |                |                |                |

## Комментарии
1. ↑  Список стран и источники информации те же, что и в этой статье.

### Каталоги
1. Vitz Model Lineup/Vitz Personality :  [яп.]. — Toyota, 1999年. — 13/15 p. — (NM0016-9908).
2. Vitz Model Lineup/Vitz Personality :  [яп.]. — Toyota, 1999年. — 23/23 p. — (NM0045-0005).
3. Vitz Model Lineup/Vitz Personality :  [яп.]. — Toyota, 2000年. — 23/23 p. — (NM0027-0010).
4. Vitz :  [яп.]. — Toyota, 2001年. — 40 p. — (NM0028-0206).
5. Vitz :  [яп.]. — Toyota, 2002年. — 48 p. — (NM0029-0303).
6. Vitz :  [яп.]. — Toyota, 2005年. — 42 p. — (NM0012-0607).
7. Vitz :  [яп.]. — Toyota, 2007年. — 42 p. — (NM0014-0803).
8. Platz :  [яп.]. — Toyota, 1999年. — 28 p. — (NQ0016-9908).
9. Platz :  [яп.]. — Toyota, 2002年. — 28 p. — (NQ0019-0307).
10. Belta :  [яп.]. — Toyota, 2005年. — 30 p. — (PF0012-0608).
11. Belta :  [яп.]. — Toyota, 2008年. — 30 p. — (PF0025-0905).
12. Fun Cargo :  [яп.]. — Toyota, 1999年. — 19 p. — (CG0016-9908).
13. Fun Cargo :  [яп.]. — Toyota, 2002年. — 25 p. — (CG0010-0312).
14. Ractis :  [яп.]. — Toyota, 2005年. — 35 p. — (CG0012-0711).
15. Toyota Echo 2000 :  [англ.]. — Toyota Canada, 1999. — 13 p. — (C0002-0300E-50).
16. ecHo 03 :  [англ.]. — Toyota Canada, 2002. — 14 p. — (C0002-0403E-50).
17. 07 Yaris :  [англ.]. — Toyota USA, 2006. — 13 p.
18. 2009 Yaris :  [англ.]. — Toyota USA, 2008. — 14 p.
19. Yaris :  [рус.]. — Toyota, 2008. — 52 p.

### Пресс-релизы
1. New Toyota Yaris :  [англ.]. — Toyota UK, 1999. — 26 p.
2. YARIS VERSO IN THE UK MARKET :  [англ.]. — Toyota UK, 1999. — 42 p.
3. TOYOTA YARIS AND YARIS VERSO D-4D :  [англ.]. — Toyota UK, 2001. — 19 p.
4. TOYOTA YARIS T SPORT :  [англ.]. — Toyota UK, 2001. — 17 p.
5. TOYOTA YARIS AND YARIS VERSO – NEW FOR 2003 :  [англ.]. — Toyota UK, 2003. — 23 p.
6. THE NEW TOYOTA YARIS :  [англ.]. — Toyota UK, 2006. — 37 p.
7. TOYOTA MOTOR MANUFACTURING FRANCE :  [англ.]. — Toyota. — 1 p.
8. Preparation nouvelle Yaris :  [фр.]. — TOYOTA MOTOR MANUFACTURING FRANCE. — 1 p.
9. THE NEW TOYOTA YARIS SR 1.8-litre Dual VVT-i :  [англ.]. — Toyota UK, 2007. — 43 p.

### Руководства
1. Toyota Vitz/Platz :  [рус.]. — Москва : Легион-Автодата, 2007. — 394 с. — (Устройство, техническое обслуживание и ремонт). — ISBN 5-88850-267-7.
2. Yaris : Сборник руководств по ремонту и техническому обслуживанию : Электронная книга :  [рус.]. — Toyota, 2005. — (PZ471-Z00S0-CARU).

### Годовые отчёты
1. Toyota in The World 2005 :  [англ.]. — Japan : Toyota, 2005. — 102 p.
2. Toyota in The World 2006 :  [англ.]. — Japan : Toyota, 2006. — 87 p.
3. Toyota in The World 2007 :  [англ.]. — Japan : Toyota, 2007. — 52 p. — (PR-E-07BC04).
4. Toyota in The World 2008 :  [англ.]. — Japan : Toyota, 2008. — 60 p. — (PR-E-08BC01).
5. Toyota in The World 2009 :  [англ.]. — Japan : Toyota, 2009. — 28 p.
6. Toyota in The World 2010 :  [англ.]. — Japan : Toyota, 2010. — 25 p.
7. Toyota in The World 2011 :  [англ.]. — Japan : Toyota, 2011. — 28 p.
8. Toyota in The World 2012 :  [англ.]. — Japan : Toyota, 2012. — 25 p.
9. Toyota in The World 2013 :  [англ.]. — Japan : Toyota, 2013. — 25 p.